# René Lataillade
Pas d'image ? Cliquez ici

a Compétitions nationales et continentales officielles uniquement.

René Lataillade, né le 1er avril 1909 à Came (Pyrénées-Atlantiques) et mort le 27 octobre 1982 à Albi (Tarn), est un joueur français de rugby à XV et de rugby à XIII dans les années 1930.
Enfant du Pays basque, il pratique le rugby à XV à l'A.S. Bayonne, possédant un homonyme célèbre au Biarritz olympique dans le même temps Frédéric Lataillade. Il quitte le club bayonnais pour un changement de code de rugby et s'engage avec le R.C. Albigeois au printemps 1937 pour y terminer la saison. Il remporte la saison suivante le Championnat de France de 1938 avec Jean-Marie Vignal, Gaston Combes et Henri Jeansous. La Seconde Guerre mondiale arrive et il est mis en place l'interdiction du rugby à XIII. Il revêt le maillot du club de rugby à XV tout en restant dans le même club renommé « Albi olympique ».

## Palmarès

### Rugby à XIII
- Collectif[3] :
  - Vainqueur du championnat de France : 1938 (Albi).

#### Détails en club
| Saison    | Saison       | Championnat           | Championnat | Coupe           | Coupe      |
| Saison    | Saison       | Comp.                 | Class.      | Comp.           | Class.     |
| --------- | ------------ | --------------------- | ----------- | --------------- | ---------- |
| 1936-1937 | RC Albigeois | Championnat de France | 6e          | Coupe de France | 1/4 finale |
| 1937-1938 | RC Albigeois | Championnat de France | Vainqueur   | Coupe de France | 1/8 finale |
| 1938-1939 | RC Albigeois | Championnat de France | 7e          | Coupe de France | 1/4 finale |